# P-03B
docomo SMART series P-03B（ドコモ スマート シリーズ ピー ゼロ さん ビー）は、パナソニック モバイルコミュニケーションズによって開発された、NTTドコモの第三世代携帯電話（FOMA）端末である。docomo SMART seriesの端末。

## 概要
ドコモのパナソニックの薄型折りたたみシリーズで、P-09Aの後継である。
当機種では電池パックの容量を960mAh（P-09Aの1.2倍）に大容量化。スリムボディでありながら、連続待受時間は現行のFOMA機種の中で最長クラスとなる約750時間を実現。また、連続通話時間は約240分、ワンセグ連続視聴時間はECOモード設定時で約590分（約9時間50分）と驚異的なスタミナ性能を持った（なお、大容量バッテリー搭載により、厚さはP-09Aよりもさらに厚くなっている）。また、電池残量は「#」キー下のマルチボタンの1秒長押しもしくは電池残量デスクトップアイコンを選択時に5秒間表示され、パーセンテージと音で知らせてくれる。
本体の厚さはP-09Aよりも最薄部で0.9mm厚くなっているが、これは前述の大容量バッテリーの搭載と持ちやすさ・安定感を重視したためである。また、ディスプレイ部とボタン操作部の厚みの比率を約1:3に調整したことで、ボタン操作部に適度な厚さを確保。ワンプッシュオープンボタンで開いた時でも安定感があり、手になじみやすくなった。
また、フロントパネル部はサブディスプレイを省き、ステンレスにチタンやクロム等を使用した「プラズマハードコート」を施し、従来の塗装では不可能だった金属本来の美しさを表現。また、メインディスプレイはフルワイドQVGAに再び戻されたが、従来はサブディスプレイに採用されていた有機ELをメインディスプレイに採用し、高い色再現性とコントラストを実現。ワンセグでは「モバイルPEAKSプロセッサー」と60fpsの「モバイルWスピード」を引き続き搭載し、なめらかな映像を楽しめる。
カメラ性能も大幅に向上され、有効画素数が約810万画素にアップ。また、カメラの起動時間が早く、撮影ボタンを押してから約0.2秒の高速オートフォーカス採用でシャッターチャンスを逃がさず撮れる。また、パナソニック製デジタルカメラ「LUMIX」などで採用されている「追っかけフォーカス（追尾AF）」や「インテリジェントオート」、2人が近づくと自動でシャッターが切れる「ラブシャッター」やあらかじめ設定した人数がそろったときに自動でシャッターが切れる「グループシャッター」の2つのオートシャッター機能や6軸手ブレ補正、サイト情報を事前に登録しておくことで写真や動画撮影後すぐにブログアップできる「ブログ投稿機能」等を搭載し機能も充実している。
| 主な対応サービス                   | 主な対応サービス                                                    | 主な対応サービス                       | 主な対応サービス                                     |
| ---------------------------------- | ------------------------------------------------------------------- | -------------------------------------- | ---------------------------------------------------- |
| タッチパネル                       | FOMAハイスピード （送信2.0Mbps/受信7.2Mbps）                        | Bluetooth                              | DCMX／おサイフケータイ                               |
| iアプリオンライン／地図アプリ      | 直感ゲーム／メガiアプリ                                             | iウィジェット                          | マチキャラ／iコンシェル                              |
| ホームU／ポケットU                 | GPS／ケータイお探し                                                 | デコメール／デコメ絵文字／デコメアニメ | iチャネル                                            |
| 着もじ                             | テレビ電話/キャラ電                                                 | ケータイデータお預かりサービス         | フルブラウザ                                         |
| おまかせロック／バイオ認証         | 外部メモリーへiモードコンテンツ移行／ユーザーデータ一括バックアップ | トルカ                                 | iC通信／iCお引越しサービス                           |
| きせかえツール／ダイレクトメニュー | バーコードリーダ／名刺リーダ                                        | 2in1                                   | エリアメール／ソフトウェアーアップデート自動更新     |
| GSM／3Gローミング（WORLD WING）    | 着うたフル／うた・ホーダイ                                          | Music&Videoチャネル／ビデオクリップ    | デジタルオーディオプレーヤー(WMA)(AAC)(SDオーディオ) |

1. ↑  「しゃべる」のみ対応

## ワンセグ機能
- EPG（録画予約も可）
- 字幕放送
- 「モバイルWスピード」による60fps表示

## プリインストールiアプリ
以下のiアプリが購入時に端末にプリインストールされている。
| アプリ名                    | 概要                                                                                               |
| --------------------------- | -------------------------------------------------------------------------------------------------- |
| ケータイTOOL＜辞書＞        | 「学研 辞スパ英和・和英辞書」、「学研 国語辞書」を搭載した総合辞書。相互の辞書でのクロス検索も可能 |
| リバーシ                    | ゲームアプリ                                                                                       |
| Gガイド番組表リモコン       | テレビ番組表とAVリモコン機能が1つになったアプリ                                                    |
| iD設定アプリ                | おさいふケータイクレジット決済サービスiDの設定アプリ                                               |
| DCMXクレジットアプリ        | NTTドコモが提供するおさいふケータイクレジットDCMXの設定アプリ                                      |
| モバイルGoogleマップ        | Googleマップのアプリ。GPSを使った道案内、経路検索、衛星写真、ストリートビューなどを利用できる      |
| モバイルSuica登録用iアプリ  | モバイルSuica契約用のiアプリ                                                                       |
| iアバターメーカー           | iアバターを作成するアプリ                                                                          |
| 楽オク出品アプリ2           | 楽天オークションにいつでもどこでもカンタンに出品できるアプリ                                       |
| 地図アプリ                  | GPS機能を利用して、目的地を検索したり、乗り換え案内を駆使した、交通手段によるルートを表示が可能    |
| iアプリバンキング           | モバイルバンキングを簡単に利用するためのアプリ                                                     |
| マクドナルド トクするアプリ | 日本マクドナルドのかざすクーポンなどを利用するためのアプリ                                         |

## 歴史
- 2009年（平成21年）11月10日 - F-01B - F-02B - F-03B - F-04B - L-01B - L-02B - L-03B - N-01B - N-02B - N-03B - P-01B - P-02B - P-03B - SH-01B - SH-02B - SH-03B - SH-04B - SH-05B - SC-01Bの開発を発表。
- 2010年（平成22年）2月18日 - 発売開始予定。

## 不具合
2010年7月29日に以下の不具合の修正がソフトウェアの更新でなされた。
- カメラで静止画を撮影しようとしても、エラーが表示され撮影できない場合がある。

2011年8月10日に以下の不具合の修正がソフトウェアの更新でなされた。
- 一部サイトにおいて、ファイルアップロードが正常に行われない場合がある。